# Sphagoeme
Sphagoeme is een kevergeslacht uit de familie van de boktorren (Cerambycidae). De wetenschappelijke naam van het geslacht werd voor het eerst geldig gepubliceerd in 1893 door Aurivillius.

## Soorten
Sphagoeme omvat de volgende soorten:
- Sphagoeme acuta Martins & Galileo, 1994
- Sphagoeme aurivillii Gounelle, 1909
- Sphagoeme lineata Martins, 1981
- Sphagoeme ochracea Fisher, 1927
- Sphagoeme paraensis Martins, 1977
- Sphagoeme sahlbergi Aurivillius, 1893
- Sphagoeme suturalis Martins, 1977